# 도톰꼬리도마뱀붙이
도톰꼬리도마뱀붙이(thick-tailed gecko, barking gecko)는 카르포닥틸루스과에 속한 도마뱀붙이의 종이다. 꼬리가 유난히 통통하고, 위협을 느끼면 날카롭게 짖기 때문에 '틱테일 게코', '바킹 게코'라고 불린다. 도톰꼬리가 속한 속 전체가 도톰꼬리도마뱀붙이류라고 불리기도 한다.

## 어원
종명 milii는 보리 드 생뱅상(en:Jean Baptiste Bory de Saint-Vincent)이 프랑스의 선원이자 박물학자인 (Pierre Bernard Milius)을 기려 지었다.

## 상세
도톰꼬리의 체색은 불그스름한 갈색 바탕에 하얀 띠, 노란 점, 창백한 뱃살과 다리로 이루어진다. 대개 길이 12-14cm까지 자란다. 원래의 꼬리는 검은색 바탕에 하얀 띠가 몇 줄 있지만, 재생된 꼬리는 무늬가 거의 없다. 도톰꼬리는 위협받으면 등을 구부리고 짖어댄다. 틱테일은 호주 대륙 남부 도처의 노두에서 발견되며, 다른 대부분의 호주에 서식하는 도마뱀붙이들보다 추위에 좀 더 강하다. 야행성이며 낮에는 바위 밑이나 굴에서 쉰다. 곤충과 작은 척추동물을 먹는다.
도톰꼬리는 파충류답지 않게 낮에는 쉼터에서 옹기종기 모이는데 그 이유는 알려지지 않았다. 하지만 빽빽하게 모이면 비슷한 환경에서 혼자 있는 동일종, 근연종 개체에 비해 열관성이 올라가서 따뜻하게 지낼 수 있다는 것이 밝혀졌다. 이를 통해 생리학적 이점을 위한 집합이 다른 종류의 사회적 행동보다 선행할 수 있다는 주장이 제기되었다

## 습성
도톰꼬리는 위협을 받으면 등을 구부리고 짖는다. 이 녀석들은 번식기에도 짖어댄다. 이 종과 몇몇 다른 종의 도마뱀붙이는 음식을 섭취한 후에 눈을 핥는 특이한 습성을 가지고 있는데, 아마 눈비늘을 깨끗하게 유지하기 위한 것 같다.

## 분포
이 녀석들은 호주 남부에서 발견된다.
웨스턴오스트레일리아주에서는 동남부 도처에, 동쪽으로 골드필드(goldfields), 휘트벨트(wheatbelt), 널라보(nullarbor)에, 북쪽으로 샤크 베이(en:Shark Bay)에 분포한다. 하우트먼애브롤호스 제도(en:Houtman Abrolhos)와 르쉐르슈 군도(en:Archipelago of the Recherche)에서도 발견된다.

## 보전 상태
도톰꼬리는 IUCN 적색 목록, EPBC 법령에 기입되지 않았으며, 최소한 호주의 몇몇 주에서는 적당한 면허가 있으면 애완동물로 기를 수 있다.

## 참고 문헌
- Bory de Saint-Vincent JB. 1823. Dictionnaire Classique d'Histoire Naturelle, Volume 7. Paris: Rey & Gravier. 640 pp. (Phyllurus milii, new species, p. 185). (in French).
- Cogger HG. 2014. Reptiles & Amphibians of Australia, Seventh Edition. Collingwood, Victoria, Australia: CSIRO Publishing. xxx + 1,033 pp. ISBN 978-0643100350. (Underwoodisaurus milii, p. 283).